# 有田雑煮
有田雑煮（ありたぞうに）は、佐賀県有田町の郷土料理。クジラが使用されるのが特徴の雑煮である。
クジラは「皮クジラ（かわクジラ）」と呼ばれる皮と白い脂身を使用する。皮クジラは有田町や伊万里市では、かつては肉の代用品となる保存食として重宝されており、肉じゃがの肉をクジラに代えたいわば「クジラじゃが」や煮しめとしても常食されていた。
昆布で出汁を取り、薄口醤油ですまし汁仕立てにした雑煮である。ゴボウとハクサイが使われ、ゴボウはクジラのくどさを和らげるのに役立つ。また、年寄りは餅を喉に詰まらせないよう、ハクサイで餅を巻いて食していた。かつては昆布ではなく、出汁もゴボウとクジラで取っていた。
有田町は有田焼でも知られ、窯元も多いが、窯元の家では経営が苦しくても正月を祝って客人をもてなすため、鏡餅の正面から見えない裏側を切って、雑煮に使用した。